# Peter Thullen

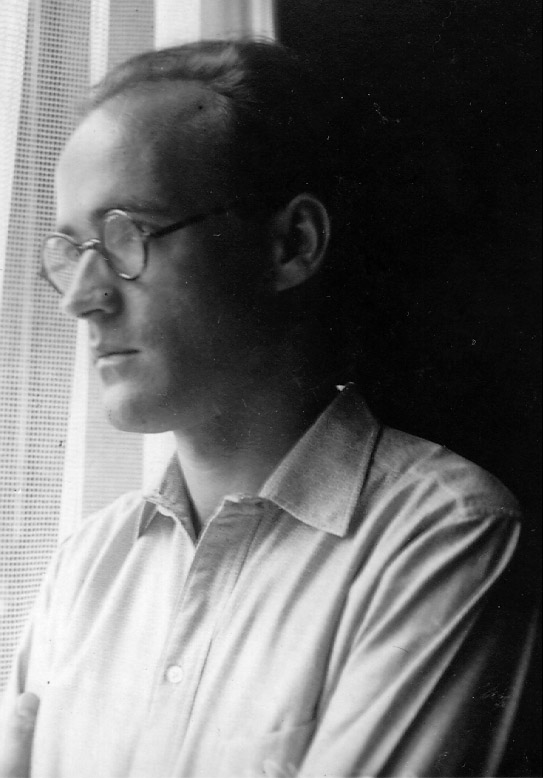

Peter Thullen (* 24. August 1907 in Trier; † 24. Juni 1996 in Lonay, Schweiz) war ein deutsch-ecuadorianischer Mathematiker. Er war bekannt für seine Forschung in der komplexen Analysis alias Funktionentheorie („Münstersche Schule der komplexen Analysis“) und später als Versicherungsmathematiker.

## Leben
Thullen studierte Mathematik an der Westfälischen Wilhelms-Universität in Münster, wo er im Dezember 1930 mit einer Arbeit Zu den Abbildungen durch analytische Funktionen mehrerer komplexer Veränderlichen Die Invarianz des Mittelpunktes von Kreiskörpern promovierte. Er war Assistent bei Heinrich Behnke, mit dem er mehrere Aufsätze publizierte und 1934 den bekannten Ergebnisbericht über die Funktionentheorie mehrerer Variabler veröffentlichte, der damals ein Standardwerk war. Thullen musste aber schon 1933 Deutschland verlassen, da er von den Nazis verfolgt wurde, und arbeitete danach in Rom. Thullen war in der katholischen Jugendbewegung sehr aktiv gewesen und stand dem Nationalsozialismus ablehnend gegenüber. Von Rom aus wanderte er 1935 nach Ecuador aus, wo er eine Professur an der Universidad Central del Ecuador in Quito erhielt. Er war einer der führenden Köpfe bei der Gründung der außeruniversitären Escuela de Estudios Económico-Sociales im Jahr 1939, die 1942 zur Wirtschaftswissenschaftlichen Schule der Fakultät für Rechts- und Sozialwissenschaften und 1950 zur Wirtschaftswissenschaftlichen Fakultät der Universidad Central wurde. Thullen wurde in Ecuador zum angewandten Mathematiker und übernahm die Direktion der Versicherungsmathematischen Abteilung des Instituto Nacional de Previsión, das die Sozialversicherung organisierte (heute Instituto Ecuatoriano de Seguridad Social). Er beriet auch andere lateinamerikanische Länder bei der Organisation ihrer Sozialversicherung und arbeitete für die staatlichen Versicherungen Kolumbiens und Panamas.
1951 wechselte er an das Internationale Arbeitsamt in Genf, wo er 1956 Chefmathematiker wurde und 1965 die Leitung der Abteilung für Soziale Sicherheit übernahm.
Nach seiner Pensionierung 1967 beriet er unter anderem die Regierungen Zyperns und Luxemburgs bei der Reform ihrer Sozialversicherungen und war Berater der Weltbank. Als Titularprofessor für Mathematik und Versicherungswesen hielt er Vorlesungen an der Universität Zürich. Von 1971 bis 1977 wirkte er als Ordinarius am Mathematischen Institut der Universität Freiburg im Üechtland.

## Schriften
- Mit Heinrich Behnke: Theorie der Funktionen mehrerer komplexer Veränderlichen. Springer Verlag, Ergebnisse der Mathematik und ihrer Grenzgebiete, 1934, 2. Auflage unter Mitwirkung von Reinhold Remmert 1970.
- Erinnerungsbericht für meine Kinder. Verfasst im März 1988, in: Exil: Forschung, Erkenntnisse, Ergebnisse. Band 20, 2000, Heft 1, ISSN 0721-6742, S. 44–57.